# 다크 판타지
다크 판타지(영어: dark fantasy)는 판타지의 장르 중 하나이다. 무거운 분위기와 비극적인 전개, 부조리한 세계관 등에 중점을 두고 있다. 혹은 환상 문학 작품으로 환상 · 괴기 · 공포의 색상이 진한 것을 말한다. 고딕 문학의 영향을 많이 받은 장르로, 고딕 문학에서 다뤄진 괴물이나, 호러와 초자연의 신비주의가 혼합된 분위기가 모티브가 되어있다. 소설이나 영화, 애니메이션, 그리고 특히 게임에서 그 분위기를 자주 찾아볼 수 있다. 흔히 '포스트 아포칼립스' 세계관으로 통칭되는 어두운 미래(핵전쟁 등에 의한 황폐화된 미래)의 과거 버전이라고 볼 수 있다.
다크 판타지 분위기를 보여줄 수 있는 대표적인 예는 다음과 같다.
- 게임 : '디아블로' 시리즈, '다크 소울' 시리즈, '다키스트 던전', '악마성 시리즈' 등등
- 애니 : 헬싱 OVA, 데스노트, 진격의 거인, 귀멸의 칼날, 오버로드, 지박소년 하나코군 등등
- 영화 : 판의 미로, 잃어버린 아이들의 도시 등등

## 같이 보기
- 다크 판타지 비디오 게임
- 디스토피아
- 고딕물
- 공포물
- 메카 (용어)
- 과학 판타지
- 검마 판타지
- 도시 판타지
- 괴기물